# Profilage social
Le terme de profilage social, dérivé de celui de profilage racial, désigne « une forme de discrimination au sens de l'article 10 de la Charte des droits et libertés de la personne du Québec ». Cette forme de discrimination consiste à donner un traitement différentiel à un individu ou à un groupe d'individus en raison de sa condition sociale.
La définition que donne la Commission des droits de la personne et des droits de la jeunesse du profilage racial peut être utilisée pour définir le profilage social, à condition de changer les facteurs effectifs ou présumés énoncés pour celui de la condition sociale [réf. nécessaire]. La définition originale du profilage racial adaptée à celui du profilage social pourrait se lire comme suit (est mis en italique ce qui a été modifié ou ajouté) :

« Le profilage social désigne toute action prise par une ou des personnes en situation d'autorité à l'égard d'une personne ou d'un groupe de personnes, pour des raisons de sûreté, de sécurité ou de protection du public, qui repose sur la condition sociale, réelle ou présumée, sans motif réel ou soupçon raisonnable, et qui a pour effet d'exposer la personne à un examen ou un traitement différent. Le profilage social inclut aussi toute action de personnes en situation d'autorité qui appliquent une mesure de façon disproportionnée sur des segments de la population du fait de leur condition sociale, réelle ou présumée. »